# Luis Manuel Alí Herrera
Luis Manuel Alí Herrera (* 2. Mai 1967 in Barranquilla, Kolumbien) ist ein kolumbianischer römisch-katholischer Geistlicher und Weihbischof im Erzbistum Bogotá.

## Leben
Luis Manuel Alí Herrera studierte am Priesterseminar des Erzbistums Bogotá. Später erwarb er an der Päpstlichen Universität Gregoriana das Lizenziat in Theologie sowie in Psychologie. Am 28. November 1992 empfing er das Sakrament der Priesterweihe für das Erzbistum Bogotá.
Er war als Gemeindeseelsorger, in der Hochschulpastoral an der Universidad Nacional de Colombia sowie in der Priesterausbildung am Priesterseminar tätig. Seit 2011 leitete er die maronitische Personalpfarrei und war seit 2013 zusätzlich Pfarrer der Pfarrei San José de Calasanz in Bogotá.
Am 7. November 2015 ernannte ihn Papst Franziskus zum Titularbischof von Iubaltiana und zum Weihbischof in Bogotá. Die Bischofsweihe spendete ihm und dem gleichzeitig ernannten Pedro Manuel Salamanca Mantilla der Erzbischof von Bogotá, Rubén Kardinal Salazar Gómez, am 12. Dezember desselben Jahres. Mitkonsekratoren waren der Apostolische Nuntius in Kolumbien, Erzbischof Ettore Balestrero, und der Erzbischof von Villavicencio, Óscar Urbina Ortega.
Bereits seit 2014 gehörte er der Päpstlichen Kommission für den Schutz von Minderjährigen an. Papst Franziskus bestätigte seine Mitgliedschaft in der Kommission am 17. Februar 2018. Am 15. März 2024 ernannte ihn Papst Franziskus zusätzlich zum Sekretär der Kommission.
Seit Juli 2021 ist er Generalsekretär der kolumbianischen Bischofskonferenz.